# Порядок наследования бахрейнского престола

Флаг Королевства Бахрейн

Герб Королевства Бахрейн

Наследование бахрейнского престола определяется первородством среди мужских потомков шейха Исы ибн Али Аль Халифы (1848—1932). Однако правящий король Бахрейна имеет право назначить любого из своих других сыновей в качестве своего преемника, если он захочет. Нынешний правитель Бахрейна король Хамад ибн Иса Аль Халифа.

## Порядок престолонаследия
- Иса ибн Али Аль Халифа (1848—1932)
  -   Хамад ибн Иса Аль Халифа (1872—1942)
    -   Салман ибн Хамад Аль Халифа (1894—1961)
      -  Иса ибн Салман Аль Халифа (1933—1999)
        -  Хамад ибн Иса Аль Халифа (род. 1950)
          - (1) Наследный принц Салман ибн Хамад ибн Иса Аль Халифа (род. 1969)
            - (2) Иса бин Салман Аль Халифа (род. 1990)
              - (3) Хамад бин Иса Аль Халифа (род. 2014)
              - (4) Абдалла бин Иса Аль Халифа (род. 2016)
              - (5) Салман бин Иса Аль Халифа (род. 2020)

            - (6) Мухаммед бин Салман Аль Халифа (род. 1991)
              - (7) Ахмад бин Иса Аль Халифа (род. 2018)

          - (8) Абдулла бин Хамад Аль Халифа (род. 1976)
            - (9) Иса бин абдулла Аль Халифа (род. 1999)
            - (10) Салман бин Абдулла Аль Халифа (род. 2004)

          - (11) Халифа бин Хамад Аль Халифа (род. 1978)
            - (12) Мухаммед бин Халифа Аль Халифа (род. 2006)
            - (13) Салман бин Халифа Аль Халифа (род. 2008)

          - (14) Нассер бин Хамад Аль Халифа (род. 1987)
            - (15) Хамад бин Насер Аль Халифа (род. 2012)
            -  (16) Мухаммед бин Насер Аль Халифа (род. 2012)
            - (17) Хамдан бин Насер Аль Халифа (род. 2018)
            -  (18) Халид бин Насер Аль Халифа (род. 2022)

          - (19) Халид бин Хамад Аль Халифа (род. 1989)
            - (20) Фейсал бин Халид Аль Халифа (род. 2012)
            - (21) Абдулла бин Халид Аль Халифа (род. 2014)
            - (22) Нассер бин Халид Аль Халифа (род. 2021)
            - (23) Иса бин Халид Аль Халифа (род. 2021)
            - (24) Салман бин Халид Аль Халифа (род. 2021)

          - (25) Султан бин Хамад Аль Халифа (род. 1997)

        - Рашид бин Иса Аль Халифа (умер 2010)
          - (26) Турки бин Рашид Аль Халифа
          - (27) Мухаммад бин Рашид Аль Халифа
          - (28) Фейсал бин Рашид Аль Халифа
          - (29) Абдулла бин Рашид Аль Халифа
          - (30) Салман бин Рашид Аль Халифа (род. 1988)
          - (31) Неваф бин Рашид Аль Халифа (род. 1993)
          - (32) Иса бин Рашид Аль Халифа (род. 1995)
          -  (33) Ибрахим бин Рашид Аль Халифа (род. 1996)

        - (34) Мухаммад бин Иса Аль Халифа
          - (35) Иса бин Мухаммед Аль Халифа
          - (36) Салман бин Мухаммад Аль Халифа

        - (37) Абдулла бин Иса Аль Халифа
          - (38) Хамад бин Абдалла Аль Халифа
          - (39) Иса бин Абдалла Аль Халифа
          - (40) Мухаммад бин Насер Аль Халифа

        - (41) Али бин Иса Аль Халифа
          -  (42) Иса бин Али Аль Халифа
          - (43) Халид бин Али Аль Халифа
          - (44) Халифа бин Али Аль Халифа

      - Халифа ибн Салман Аль Халифа (1935—2020)
        - (45) Шейх Али бин Халифа Аль Халифа
          - (46) Халифа бин Али Аль Халифа
          -  (47) Иса бин Али Аль Халифа

        -  (48) Шейх Салман бин Халифа Аль Халифа

      - Мухаммад бин Салман Аль Халифа (1940—2009)
        - (49) Ахмад бин Мухаммад Аль Халифа
        - (50) Хамад бин Мухаммад Аль Халифа
        - (51) Халид бин Мухаммад Аль Халифа
        - (52) Халифа бин Мухаммад Аль Халифа
        - (53) Абдулла бин Мухаммад Аль Халифа
        - (54) Султан бин Мухаммад Аль Халифа
        - (55) Хашим бин Мухаммад Аль Халифа
          -  (56) Мухаммад бин Хашим Аль Халифа

        - (57) Надир бин Мухаммад Аль Халифа
        - (58) Али бин Мухаммад Аль Халифа
        -  (59) Иса бин Мухаммад Аль Халифа

Вслед за потомками Исы бин Мухаммеда Аль Халифы в линии наследования находятся потомки Хамада бин Исы Аль Халифы (1872—1942), хакима Бахрейна (1932—1942), а за ними — потомки Исы бин Али Аль Халифы (1848—1932), хакима Бахрейна в 1869—1923 годах.